# Amy Deasismont
Amy Diamond (született Amy Linnéa Deasismont) (Norrköping, 1992. április 15. –) svéd–angol popénekesnő. What's in It for Me című dalával debütált 12 éves korában. A szám nagy sikert aratott Svédországban, Dániában, Norvégiában és Finnországban is. Abban az évben ez volt a legtöbbet játszott szám Lengyelországban: négy hónapon át maradt a Top 10-ben. Diamond eddig három albumot adott ki.
Eddigi legnépszerűbb dalai: What's In It For Me; Welcome To The City; Champion; Shooting Star; Don't Cry Your Heart Out; It Can Only Get Better; Stay My Baby; Is It Love és Thank you.

## Pályafutása

### Fiatalkora
Apja, Lee, angol, míg anyja, Chrisbeth, svéd nemzetiségű. Születése után nem sokkal a család elköltözött Angliába, de Amy 4 és fél éves korában visszaköltöztek Svédországba, Jönköping városba, ahol a mai napig is él családjával: szüleivel, unokatestvéreivel és testvéreivel (Danielle nővérével, Lisa és Holly húgaival és Charlie öccsével).
Hatévesen műkorcsolyázni kezdett és többszörös aranyérmes lett. Mielőtt zene pályára lépett, hetente hat alkalommal járt edzésre. Zenei pályáját egy Blandgodis nevű tánc- és színművészeti iskolában kezdte. Itt részt vett színházi és televíziós produkciókban, melyek tapasztalatokat adtak a nyilvános szereplésekhez. Egy televíziós showban, a De drabbade-ban is szerepelt.
Diamond kétéves kora óta imádott énekelni. Egyik első fellépésére hétéves korában került sor, amikor a Småstjärnorna című tehetségkutató műsorban szerepelt. A műsorban Belinda Carlisle-nak öltözött fel és playbackkel előadta a "Heaven is a Place on Earth" című számot, amivel a harmadik helyezést sikerült elérnie. 2004-ben ismét részt vett egy tehetségkutató műsorban, ekkor a Minimelodifestivalen nevű fesztiválon Jönköping városban, illetve a svéd TV4 által szervezett Super Troupers műsorban - mindkettőt megnyerte. A Mix Megapol Summer Idol című vetélkedőn Diamond megnyerte a főnyeremény: igazi stúdióban vehetett fel egy dalt. A felvétel során az egyik kiadó szerződést ajánlott neki. Nemsokára elkészült Diamond bemutatkozó kislemeze, a "What's in It for Me". Markus Sepehrmanesh, az egyik zeneszerző, egy interjúban elmondta, hogy tökéletesen énekelt,és a "What's in It for Me" szám felvételéhez csak 90 percre volt szükség.

### Énekesnői sikerei
A "What's in It for Me" nagy sikert aratott annak ellenére, hogy a svéd televíziós csatornák megtagadták a számhoz készült klip lejátszását, mivel véleményük szerint Diamond még túl fiatal volt (a szám megjelenése után töltötte be 13. évét) a dal romantikus üzenetéhez. Ennek ellenére a számot a rádióállomások rendszeresen játszották és Diamond hamarosan turnéra indult Elin Lanto-val. A "What's in It for Me" márciusban a svéd slágerlisták élére került és végül platinalemez lett belőle.
Diamond-ot hamarosan meghívták a svéd TV4-be, ahol első alkalommal használta művésznevét. Bár a műsorban ismét csak playbackről adta elő saját számát, élőben elénekelte Alicia Keys "If I Ain't Got You" című számát, miközben egy élő zenekar kísérte.

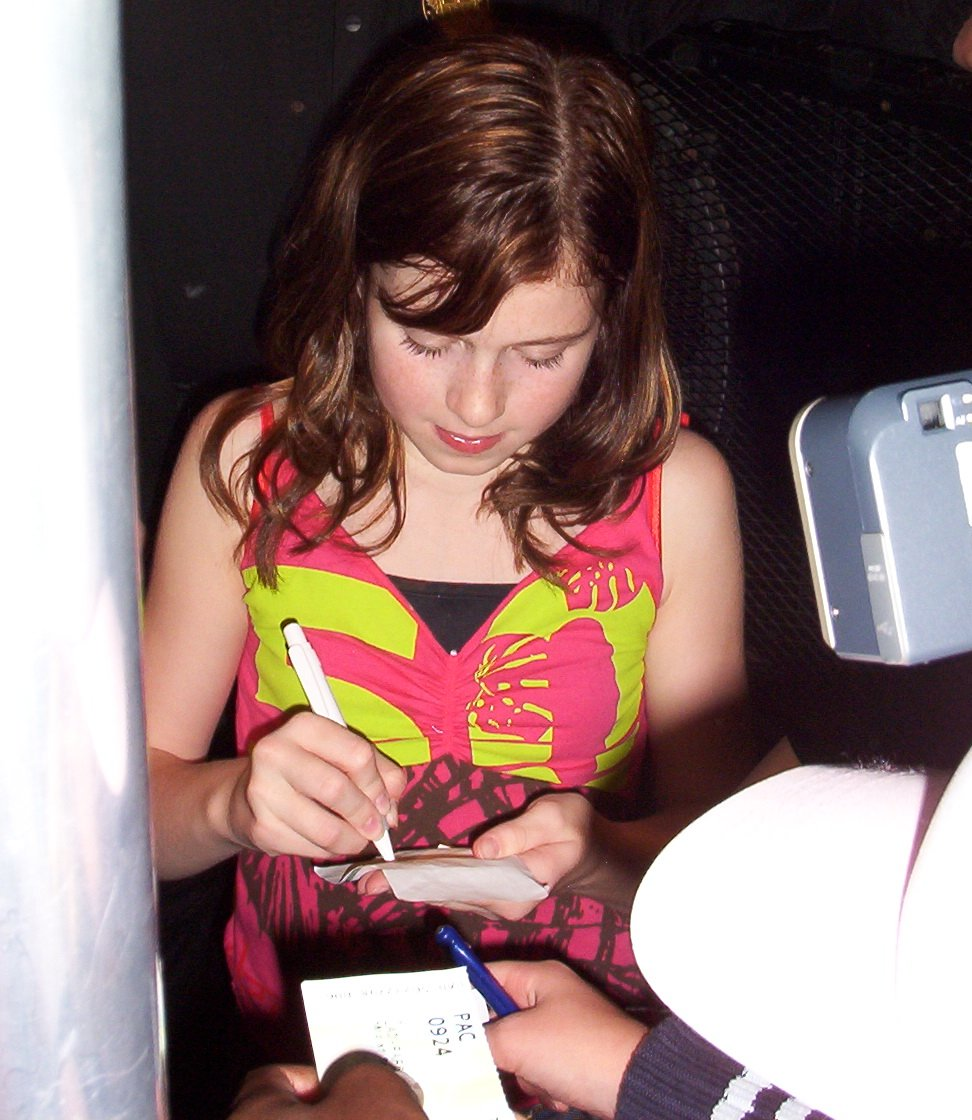
Amy Diamond rajongókkal találkozik Kalmar, Svédország, 2005.

A kislemez sikerére alapozva szerződést kapott egy nagylemez elkészítésére, ami 2005 májusában This Is Me Now címmel jelent meg. Az album szintén nagy sikert aratott, több mint 150 000 példányt adtak el belőle, ami háromszor több volt az aranylemez követelményeinél. A nagylemez sikereit újabb televíziós szereplések követték, többek között a slágerlistát hetente bemutató Trackslistan műsorban és a Vi i femman című vetélkedőben. 2005 végére több mint 20 alkalommal tűnt fel a svéd televízióban. 2005 nyarán koncertturnét is szerveztek neki, néhány fellépését élőben közvetítette a televízió.
Bár Diamond rajongó elsősorban iskoláskorban lévő gyermekek, zenéje nem nevezhető tipikus gyermekzenének. A This Is Me Now stílusa alapján szintetizátorral támogatott popzene, de például szerepel a "Tomorrow" című szám is az Annie című musicalből, illetve Alicia Keys "If I Ain't Got You" című számának koncertfelvétele. Az albumon található számokat Tommy Tysper, Marcus Sepehrmanesh és Gustav Jonsson írták. Diamonda nagylemezét Bonnier Amigo Music Group kiadóvállalat jelentette meg.

### Svédországon kívül
Diamond 2005 júliusában szerződést kötött a Warner kiadóvállalattal az album nemzetközi terjesztése érdekében. A This Is Me Now jelentős sikert aratott a skandináv országokban és Lengyelországban is, a "What's In It For Me" számot gyakran lehetett hallani a rádión: 2005-ben ez volt a 19. legtöbbször játszott szám Finnországban, és a 16. legjobb szám Lengyelországban.
Az első kislemez sikerére építve újabb kislemezek jelentek meg, mint a "Welcome to the City" és a "Champion" a nyár folyamán. A közép-európai piacra egy különleges változatot jelentettek meg, amelyen korábban ki nem adott számok is feltűntek - ezek hivatalosan csak a második albumon, a Still Me Still Now-n jelentek meg. Diamond 2005 végén európai koncertkörútra indult egész családjával (fiatal korára tekintettel ezt lehetővé tette a Warnerrel kötött szerződése). Diamond televíziós fellépéseken vett részt Németországban, Norvégiában, Dániában, Lengyelországban, Litvániában és Hollandiában.

## Diszkográfia

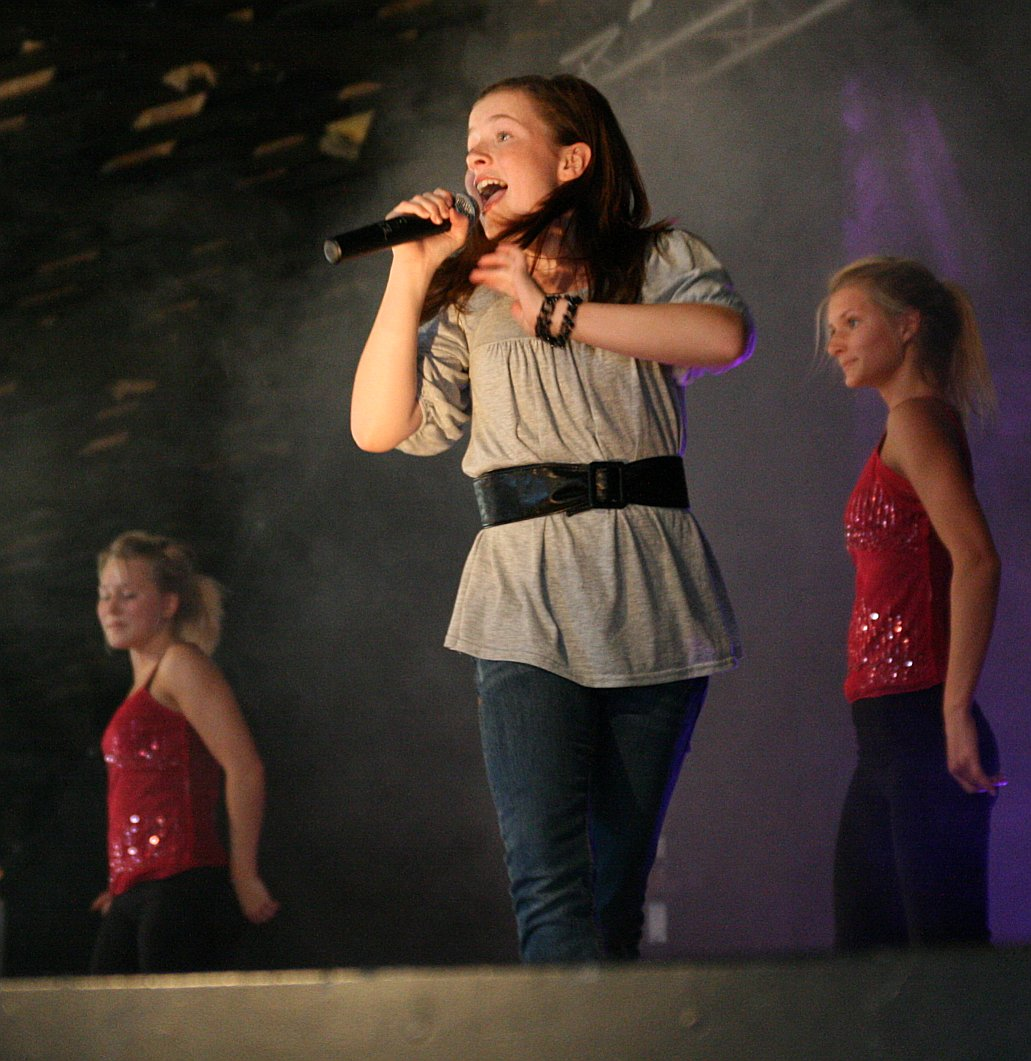
Diamond Rangsby-ben, 2007. július 14-én

### Stúdióalbumok
- This Is Me Now (2005) (#2 SWE, #19 NOR)
- Still Me Still Now (2006) (#2 SWE)
- Music in Motion (2007) (#8 SWE)
- Music in Motion Gold Edition (2008) (#3 SWE)
- En helt ny Jul (2008) (#8 SWE)
- Swings and Roundabouts (2009)

### Kislemezek
| Év   | Kislemez                   | Helyezés | Helyezés | Album                        |
| Év   | Kislemez                   | SWE      | NOR      | Album                        |
| ---- | -------------------------- | -------- | -------- | ---------------------------- |
| 2005 | "What's in It for Me"      | 1        | 1        | This is Me Now               |
| 2005 | "Welcome to the City"      | 3        | —        | This is Me Now               |
| 2005 | "Shooting Star"            | —        | —        | This is Me Now               |
| 2005 | "Champion"                 | —        | —        | This is Me Now               |
| 2006 | "Don't Cry Your Heart Out" | 2        | —        | Still Me Still Now           |
| 2006 | "Big Guns"                 | 23       | —        | Still Me Still Now           |
| 2006 | "It Can Only Get Better"   | 19       | —        | Still Me Still Now           |
| 2007 | "Is It Love?"              | 9        | —        | Music in Motion              |
| 2007 | "Stay My Baby"             | 4        | —        | Music in Motion              |
| 2008 | "Thank You"                | 8        | —        | Music in Motion Gold Edition |
| 2009 | "It's My Life"             | 14       | —        | Swings and Roundabouts       |
| 2009 | "Up"                       | —        | —        | Swings and Roundabouts       |

Megjegyzés: A "Shooting Star" és a "Champion" nem jutottak fel a slágerlistára, de év végére a 33. és a 60. helyeken tartózkodtak.

## Filmográfia
- De drabbade (2002)
- Lassemajas detektivbyrå (2006)